# Ночка (деревня, Пензенская область)
 Ночка  — деревня Никольского района Пензенской области. Она входит в состав Ночкинского сельсовета.

## География
Находится в северо-восточной части Пензенской области на расстоянии приблизительно 13 км на север по прямой от районного центра города Никольск.

## История
Известна с 1748 года как деревня Ночка Засурского стана Пензенского уезда, принадлежала 5 помещикам, в том числе 4 Столыпиным, всего 118 ревизских душ. В 1785 году показана за майором Дмитрием Емельяновичем Столыпиным. Неподалёку одноимённая железнодорожная станция. В 1911 году 142 двора, земская школа, кузница, поташный завод, 2 лавки. В 1955 году колхоз имени Маленкова. В 2004 году 86 хозяйств.

## Население
Численность населения: 716 (1864 год), 817 (1877), 654 (1897), 839 (1912), 922 (1926), 971 (1930), 685 (1959), 545 (1970), 379 (1979), 199 (1989), 161 (1996). Население составляло 107 человек (русские 100 %) в 2002 году, 20 в 2010.